# ام‌آی‌دی‌آی

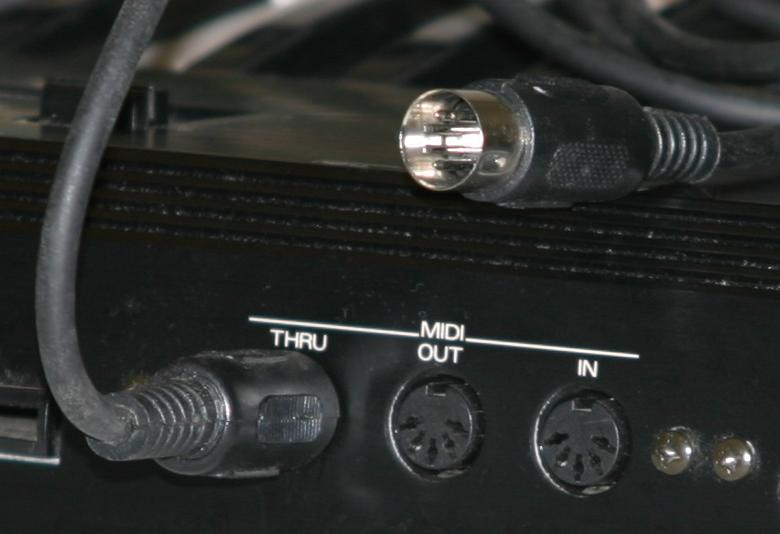
ام‌آی‌دی‌آی

میدی (Midi مخفف Musical Instrument Digital Interface به معنای «رابط دیجیتالی سازهای موسیقی»)، یکی از قالب‌های اصلی ارتباطی برای ضبط و پخش کردن اطلاعات موسیقایی بین رایانه و یک ساز الکترونیک است. برای اتصال دو وسیله با این رابطه از کابل‌های مختلفی استفاده می‌گردد. یک اتصال میدی می‌تواند تا ۱۶ کانال اطلاعات سازهای مختلف اطلاعات را منتقل کند.
کاربرد اصلی قالب میدی در موسیقی است. در نرم‌افزارهای تخصصی موسیقی فایل‌ها به صورت تخصصی همان نرم‌افزار و قالب مشترک MIDI file قابل ذخیره و بازیابی است. در واقع یک پروندهٔ Mid حاوی نت‌های موسیقی، کشش هر نت ،کنترل شدت صدا، وقفه‌ها و همهٔ اطلاعات تخصصی موسیقی مانند volume یعنی میزان زیاد و کمی لحظه ای صدا یا pan یعنی جهت چپ و راست بودن صدا به صورت کدشده است. اجرای یک MIDI فایل بستگی به صداهای از پیش تعیین شده در منبع صوتی دارد برای همین اجرای یک فایل MIDI در دستگاه‌های مختلف دیجیتال ممکن است با کیفیت‌ها و گونه‌های متفاوتی پخش شوند. بسیاری از فایل‌های صوتی پیش فرض در تلفن‌های همراه از این نوع می‌باشند ولی قطعاً بهترین کیفیت صدایی برای این فایل‌ها از یک منبع صوتی حرفه‌ای است مانند یک سینتی‌سایزر یا نرم‌افزارهای تخصصی رایانه ای که سمپلر می‌باشند.
در اکثر رایانه‌ها یک درگاه میدی به‌عنوان بخشی از درگاه‌های ورودی-خروجی کارت صدا موجود است که می‌توانیم ابزارهای الکترونیک موسیقی مانند یک سینتی‌سایزررا به آن متصل کرده و موسیقی نواخته شده را به صورت فایل ضبط و پخش کنیم. همچنین می‌توانیم نت‌ها را در نرم‌افزار رایانه بنویسیم و از طریق رابط MIDI ساز الکترونیک آن را برای ما بنوازد.
فایل‌های میدی حجم بسیار کمی را اشغال می‌کنند و این برای ذخیرهٔ آن‌ها مخصوصاً در تلفن‌های همراه یک مزیت به‌شمار می‌آید. دلیل آن هم این است که این فایل‌ها فقط حاوی اطلاعات نت‌ها به صورت کدهای مختصر است واطلاعات سمپل شدهٔ ساز یا صدای خواننده را دارا نیست، در نتیجه اکثر فایل‌های MIDI یک آهنگ با ۱۶ کانال مختلف ساز در چند کیلوبایت کد خلاصه می‌شود.
کابل‌های رابط MIDI قدیمی که هم‌اکنون نیز استفاده می‌شود دارای ۵ پین برای اتصال بودند که تنها سه رشته سیم به آن‌ها متصل بوده و اطلاعات را منتقل می‌کنند. در سال‌های اخیر این رابط‌ها به صورت کابل‌های یواس‌بی بین رایانه و ساز الکترونیک می‌باشد.

### نمونه ملودی ساده
۱-۲-۳-۴-۵-۶-۷-۸-۹-۱۰-۱۱